# 古韦
古韦（法語：Gouvets，法語發音：[ɡuvɛ]）是法国芒什省的一个市镇，属于圣洛区。

## 地理
古韦（48°55'57"N, 1°5'47"W）面积11.01 平方千米，位于法国诺曼底大区芒什省，该省份为法国西北部沿海省份，西、北、东北三面环大西洋，东起顺时针与卡爾瓦多斯省、奧恩省、马耶讷省和伊勒-维莱讷省接壤。
与古韦接壤的市镇（或旧市镇、城区）包括：马尔格赖、蒙塔博、圣维戈尔德蒙、泰西博卡日。

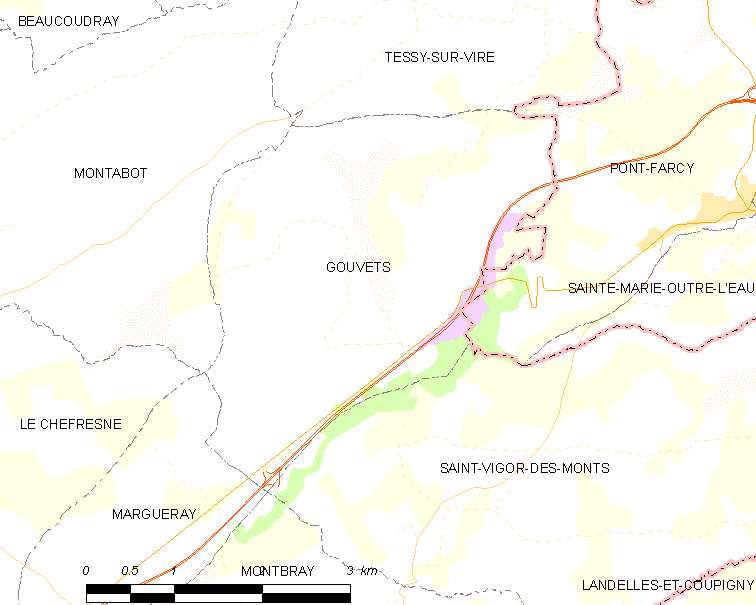
古韦的OSM定位图

古韦的时区为UTC+01:00、UTC+02:00（夏令时）。

## 行政
古韦的邮政编码为50420，INSEE市镇编码为50214。

## 政治
古韦所属的省级选区为维尔河畔孔代县。

## 人口

1962-2008年间古韦人口变化图示

古韦于2022年1月1日时的人口数量为291人。